# Odetta Sings Dylan
Odetta Sings Dylan är ett album från 1965 av den amerikanska folksångerskan Odetta. Det består helt av covers på sånger av Bob Dylan. Utöver välkända Dylan-kompositioner finns också några mer obskyra låtval, såsom "Baby, I'm in the Mood for You".
Albumet återutgavs på cd den 3 augusti 2000 med bonuslåtarna "Blowin' in the Wind" (som ursprungligen fanns med på Odetta Sings Folk Songs, 1963) och "Paths of Victory" (Odetta Sings of Many Things, 1964).

## Låtlista
Alla sånger skrivna av Bob Dylan.
1. "Baby, I'm in the Mood for You" – 2:50
2. "Long Ago, Far Away" – 2:50
3. "Don't Think Twice, It's All Right" – 5:42
4. "Tomorrow is a Long Time" – 6:20
5. "Masters of War" – 6:18
6. "Walkin' Down the Line" – 4:01
7. "The Times They Are a-Changin'" – 4:39
8. "With God on Our Side" – 5:13
9. "Long Time Gone" – 3:44
10. "Mr. Tambourine Man" – 10:44
11. "Blowin' in the Wind" – 4:11 (bonusspår på cd-utgåva)
12. "Paths of Victory" – 2:24 (bonusspår på cd-utgåva)

## Medverkande
- Odetta – Sång, Gitarr
- Bruce Langhorne – Gitarr, tamburin
- Peter Childs – Gitarr
- Les Grinage – bas